# Conferència Mundial sobre Drets Humans
La Conferència Mundial sobre Drets Humans va ser organitzada per les Nacions Unides i es va celebrar a Viena, Àustria, del 14 al 25 de juny de 1993. Va ser la primera conferència sobre els drets humans celebrada des de la fi de la Guerra Freda. El principal resultat de la conferència va ser la Declaració i programa d'acció de Viena. Hi van assistir representants de 171 nacions i 800 ONG, amb uns 7.000 participants en total. 9 Això va convertir aquesta conferència mundial ne la reunió més gran sobre els drets humans. Va ser organitzada per John Pace, expert en drets humans.
Hi va haver moltes discussions abans de la conferència pel que fa al que es podia i el que no es podia dir. Les normes que es van adoptar manifestaven que no es podien esmentar països o llocs específics en què s'estigués tenint lloc abusos dels drets humans, incloent aquells que estaven involucrats en conflictes actuals com Bòsnia i Hercegovina, Angola i Libèria, i aquells subjectes a crítica constant sobre els drets humans, com la Xina i Cuba. Per tant, els abusos dels drets humans es discutirien només de manera general, fet que va portar al The New York Times a afirmar que la conferència estava tenint lloc "en un ambient estranyament tret de la realitat". Concretament, que la Guerra de Bòsnia continués només a una hora de vol de Viena va testificar radicalment que la cooperació internacional no havia arribat a bon port.
Tot i les normes, les organitzacions i els manifestants que es trobaven a la conferència no van tenir problema a esmentar abusos específics que tenien lloc al voltant del món. Molts d'aquests manifestants i organitzacions mostraven nombroses fotografies, cadascuna més cruel que l'anterior, en què es podien veure les atrocitats realitzades. Una persona preocupada per la situació del Front Polisario al Sàhara Occidental va afirmar que "és difícil fer-se notar". La conferència va tractar el tema dels drets humans de manera àmplia, posant especial èmfasi a recalcar els drets de la dona, els drets dels pobles indígenes i els drets de les minories, entre d'altres, en el context dels drets econòmics i polítics universals. Els drets de la dona en particular van tenir una forta i notable presència dins la conferència.
Es va produir una línia divisòria quan les nacions occidentals van proclamar un significat universal per als drets humans, en contraposició a aquelles nacions que van defensar que els drets humans havien d'interpretar-se de manera diferent en les cultures no occidentals i que intentaven imposar una definició universal que equivalia a interferir en els seus assumptes interiors. Aquest últim grup de nacions estava liderat per la Xina, Síria i l'Iran, i també incloïa diverses nacions asiàtiques com Singapur, Malàisia, Indonèsia i Vietnam. Durant el dia inaugural de la conferència, el secretari d'Estat dels Estats Units, Warren Christopher, va manifestar la seva opinió en contra d'aquesta idea, dient que "no podem permetre que el relativisme cultural es converteixi en l'últim refugi de la repressió". La que havia estat membre de la Cambra de representants dels Estats Units i candidata a vicepresidenta, Geraldine Ferraro, va assistir a la conferència com a delegada substituta dels Estats Unidos, i va ser una de les assistents més interessades en els drets de la dona.
Tot i les pressions de la República Popular de la Xina, el catorzè Dalai Lama va poder donar un discurs sobre les responsabilitats humanes.

## Resultats
La conseqüència clau de la Conferència Mundial sobre Drets Humans va ser la Declaració i Programa d'Acció de Viena, la qual es va formular al final de la reunió, i es va acceptar per consens dels 171 estats el 25 de juny de 1993. Mentre que una possible interpretació considera aquest document com una "exhortació ben realitzada però buida", va venir a significar tot el consens que podia haver sobre els drets humans a principis de la dècada dels anys 90. de fet, va fixar noves pautes en els treballs de drets humans en diversos camps.
La Conferència Mundial sobre Drets Humans va establir la interdependència de la democràcia, el desenvolupament econòmic i els drets humans, i, en particular, va reemplaçar la divisió de la Guerra Freda sobre els Drets Civils i Polítics separada pels Drets Econòmics, Socials i Culturals amb el concepte que els drets eren indivisibles (no es pot obtenir un tipus de dret sense obtenir els altres), interdependents (una sèrie de drets depenen dels altres drets) i estaven interrelacionats (tots els drets humans es relacionen entre si). S'exigien instruments per promoure els drets de les dones, dels nens i nenes i dels pobles indígenes, i es van demanar més fons per al Centre de drets Humans de les Nacions Unides (United Nations Center for Human Rights). Així mateix, més significativament, es va exigir una nova oficina, l'oficina de l'Alt Comissionat de les Nacions Unides per als Drets Humans. L'Assemblea General de les Nacions Unides va recolzar aquesta declaració posteriorment en la seva Resolució 48/121. Així mateix, també va crear el càrrec d'Alt Comissionat de les Nacions Unides per als Drets Humans el 20 de desembre de 1993.
A principis de la dècada del 2000, tots els aspectes establerts explícitament recomanats per la Declaració i Programa d'Acció de Viena s'havien complert totalment o en part. La conferència també va recalcar la importància que les ONG continuessin participant en la infraestructura dels drets humans.